# Kristianstad Bokfestival
Kristianstad bokfestival är en årligt återkommande evenemang i Kristianstad med litteratur och författarsamtal i fokus.
Den första festivalen genomfördes 1999 och sedan dess har bokfestivalen växt och blivit Skånes största litterära arrangemang. Under senare år har även flera utländska författare gästat festivalen. Den arrangeras generellt sett under september månad.